# هچت

تاج هچت

تاج هچت (به انگلیسی: Hedjet) تاجی به رنگ سفید مربوط به مصر علیا بوده که در مصر باستان مورد استفاده فرعون‌های منطقه جنوبی مصر قرار می‌گرفته.
این تاج شکلی همانند هدف‌های بازی بولینگ داشته با کفی صاف که در انتها گرد می‌شده. به منظور نشان دادن نمادین یکپارچگی مصر علیا و مصر سفلی، این تاج گاه با دشرت مخلوط می‌شده و تشکیل تاج سکنت را می‌داده؛ تاجی که اگر بر سر فرعونی می‌بوده معنای آن را می‌داده که او بر هر دو سرزمین مصر فرمان داشته.

## خاستگاه
سپید رنگ مصر علیا بوده است که در زیر حفاظت خدای کرکس‌گونه‌ی نخبت قرار داشته و تاج هچت نیز نمادی از او بوده. سپید از شهر نخبت می‌آمده که در دوران باستان پایتخت مصر علیا بوده و گل سوسن سپید رنگ به فراوانی می‌روییده.

## نگارخانه

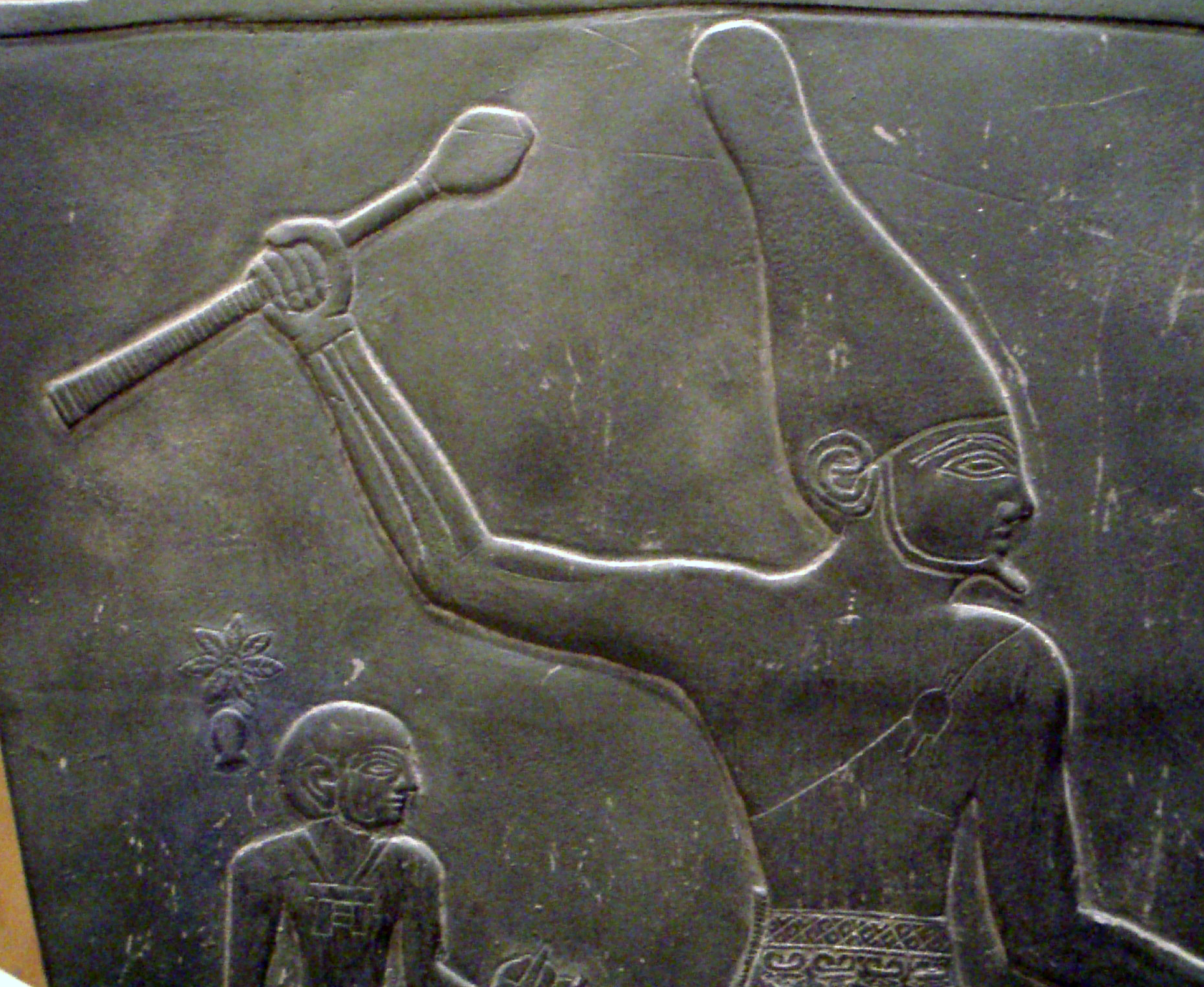
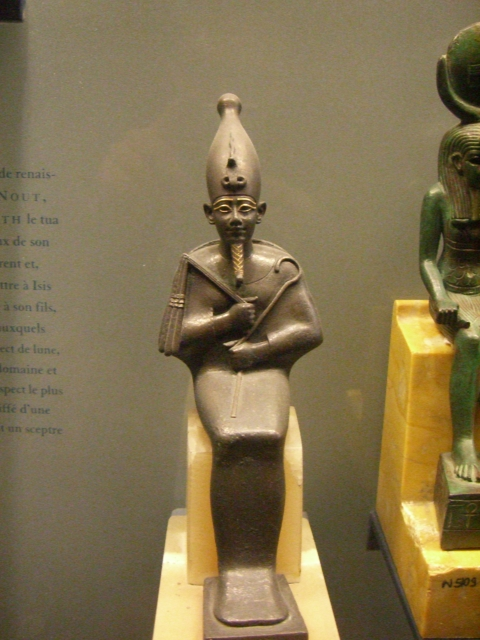